# Warning (canción de Incubus)
«Warning» es una canción de la de la banda estadounidense de rock alternativo Incubus, lanzado a través de Epic/Immortal en abril de 2002 como el tercer sencillo de su cuarto álbum de estudio Morning View (2001).
La canción alcanzó el número tres en la lista Billboard Modern Rock Tracks de Estados Unidos (ahora conocida como Alternative Airplay), el número 27 en la lista Mainstream Rock Tracks y el número cuatro en Bubbling Under Hot 100.

## Video musical
El vídeo (ambientado en Sídney, Australia y dirigido por Francis Lawrence) muestra a una chica con una sudadera con capucha y un reloj digital que mira fijamente al frente, aparentemente ajena a cualquiera que la rodea, a pesar de que está parada en medio de áreas concurridas, concretamente:
- una terminal de aeropuerto
- un aula de la escuela
- un pasillo del santuario de la iglesia
- un pasillo de supermercado
- una concurrida intersección urbana
- una oficina
- un supermercado

Sin embargo, exactamente a las 10:23 a. m., grita con una voz extremadamente estridente (que, como la mayoría de los diálogos de los personajes en el video, excepto los cantantes de la banda, es inaudible y está subtitulada) y grita durante exactamente un minuto completo.

## Posicionamiento en lista
| Lista (2002)                            | Posición |
| --------------------------------------- | -------- |
| Estados Unidos (Bubbling Under Hot 100) | 4        |
| Estados Unidos (Alternative Airplay)    | 3        |
| Estados Unidos (Mainstream Rock)        | 27       |